# Тильба, Владимир Арнольдович
Владимир Арнольдович Тильба (р. 1937) — российский учёный в области сельскохозяйственной микробиологии (процессов симбиотической азотфиксации) и соеводства, академик РАСХН (2005), академик РАН (2013).

## Биография
Родился 2 августа 1937 года в Хабаровске.
Окончил Благовещенский институт (ныне Дальневосточный государственный аграрный университет) по специальности учёный-агроном (1960).
В 1960—1962 гг. младший научный сотрудник Амурской сельскохозяйственной опытной станции. В 1962—1968 гг. аспирант, затем младший научный сотрудник Биолого-почвенного института Дальневосточного филиала Сибирского отделения АН СССР (Владивосток).
С 1968 г. — во Всероссийском НИИ сои (Благовещенск) — заведующий лабораторией микробиологии, директор института (1994—2014).
С 2014 г. главный научный сотрудник лаборатории агрохимии агротехнологического отдела ФГБНУ «Всероссийский НИИ масличных культур им. В. С. Пустовойта».
Член-корреспондент РАСХН с 1999 года, академик РАСХН с 2005 года, академик РАН с 2013 года — Отделение сельскохозяйственных наук.
Специалист в области сельскохозяйственной микробиологии (процессов симбиотической азотфиксации) и соеводства.

## Труды
Автор около 200 печатных работ, 5 монографий, получил 22 патента на изобретения. Книги:
- Соя в южных районах Амурской области / соавт.: В. И. Рафальский и др. — Благовещенск, 1972. — 124 с.
- Микробиологические исследования некоторых почв под посевами сои на Дальнем Востоке / соавт. Г. П. Голодяев. — Новосибирск, 1975. — 67 с.
- Формирование урожая картофеля при выращивании в севообороте и бессменно / соавт.: С. В. Рафальский, О. М. Рафальская. — Благовещенск, 2002. — 101 с.
- Соя: генетические методы селекции G. max (L.) Merr. x G. soja / соавт. А. Я. Ала; Всерос. НИИ сои. — Благовещенск: Зея, 2005. — 123 с.
- Универсальный закон передачи генетической информации / соавт. А. Я. Ала. — Благовещенск, 2008. — 43 с.
- Технология возделывания сои в Амурской области: метод. рекомендации / соавт.: В. Т. Синеговская и др.; ГНУ Всерос. НИИ сои и др. — Благовещенск, 2009. — 71 с.
- Биотехнологические аспекты создания поликомпонентных продуктов с использованием сои на основе математического моделирования: моногр. / соавт.: С. М. Доценко и др.; Всерос. НИИ сои. — Благовещенск: ПКИ «Зея», 2011. — 168 с.
- Повышение эффективности возделывания сои и зерновых культур в системе биологического земледелия : науч. моногр. / соавт.: А. В. Сюмак, С. М. Доценко; ГНУ Всерос. НИИ сои. — Благовещенск: ПКИ «Зея», 2012. — 259 с.
- Опыт возделывания сои по интенсивной технологии в Приамурье / соавт.: В. Т. Синеговская и др.; ФГБНУ «Росинформагротех». — М., 2014. — 173 с.

## Награды
Награждён медалью ордена «За заслуги перед Отечеством» II степени и медалью «За освоение целинных земель».